# Batracharta obliqua
Batracharta obliqua är en fjärilsart som beskrevs av Walker 1862. Batracharta obliqua ingår i släktet Batracharta och familjen nattflyn. Inga underarter finns listade i Catalogue of Life.